# Fumiaki Miura
Fumiaki Miura (jap. 三浦 文彰, Miura Fumiaki; * 1993 en la Prefectura de Tokio) es un violinista japonés formado en la Escuela de Música Toho Gakuen de Tokio.

## Biografía
A la edad de tres años, Miura recibió su primera lección de violín de su padre, concertino, después estudió en la Escuela de Música Toho Gakuen de Tokio con el profesor Tsugio Tokunaga. Desde 2009 estudió con Pavel Vernikov en el Universidad Privada de Música y Artes de la Ciudad de Viena (Musik und Kunst Privatuniversität der Stadt Wien).
Ese mismo año ganó el primer premio, el premio del público y el premio de la crítica en el prestigioso Concurso Internacional Joseph Joachim de Hannover, convirtiéndose en el violinista más joven de la historia en ganar este concurso y el único hasta hora en haber ganado tanto el primer premio, como el premio de la crítica y del público.
El año 2010 actuó en el Festival de Mecklenburg-Vorpommern, en el Festival Mitteleuropa, el Festival de Música de Menton, el Festival Julian Rachlin and Friends y el Festival Classix de Braunschweig, tocando con artistas como Itamar Golan, Julian Rachlin, Janine Jansen y Pavel Vernikov.
Miura toca un violín Stradivarius (1704 ex. Viotti)  en préstamo de la Fundación Munetsugu y una viola de la escuela de Storioni (1780 ex Julian Rachlin) en préstamo de la Nippon Violin.
Ha tocado con la NDR Radiophilharmonie de Hannover, Orquesta NDR de la Filarmónica del Elba, Orquesta Sinfónica de la Radio de Stuttgart,  Orquesta Sinfónica de Basilea, la Orquesta de Cámara de Viena, Prague Philharmonia, Orquesta Sinfónica Chaikovski de la Radio de Moscú, NAtional Arts Centre Orchestra de Otawa, Orquesta de Cámara de Lausanne, Orquesta Filarmónica Nacional de Varsovia, la Orquesta Sinfónica Metropolitana de Tokio, la Sinfónica de Utah, y la Filarmónica de Japón, entre otras. Ha actuado bajo la batuta de directores como Valeri Guérguiev, Pinchas Zukerman, Krzysztof Penderecki, Vladímir Fedoséyev, Kazushi Ono, Hannu Lintu, Jakub Hrůša, Vasily Petrenko, Josep Pons, Christopher Warren-Green, Kristjan Järvi, Tatsuya Shimono, Ken'ichiro Kobayashi o Rafael Payare, entre otros.
En junio de 2018 debutó con la Royal Philharmonic Orchestra, dirigida por Zukerman y con la Orquesta del Teatro Mariinski, dirigida por Valery Guérgiev, interpretando en junio de 2019 el Concierto para violín de Sibelius y una gira por Japón con la Real Orquesta Filarmónica de Liverpool dirigida por Vasily Petrenko.
En marzo de 2019 interpretó un programa con música de John Williams con la Filarmónica de Los Ángeles, dirigida por Gustavo Dudamel en la NHK Hall de Tokio.
En mayo de 2019 participó en el Festival Internacional de Miyazaki, el certamen de música de cámara más importante de Japón, compartiendo escenario con Pinchas Zukerman, interpretando el Concierto para dos violines, en re menor de Bach, la Sinfonía Concertante de Mozart.
Además, ha presentado su propio Festival de música de cámara en el Suntory Hall, el "ARK Classics: Fumiaki Miura and Friends". 
En mayo de 2019 realizó su gira de debut en España junto a la pianista rusa Varvara incluyendo la Sonata Kreutzer de Beethoven en el programa.
Miura es representado en exclusiva para todo el mundo por Agencia Camera.

## Grabaciones
La primera grabación de Miura fue un disco con las dos Sonatas de Violín de Prokófiev con el pianista Itamar Golan para Sony Japón. En otoño de 2015, grabó su segundo disco con el sello Avex-classics que incluía el concierto de Mendelssohn y el concierto para violín de Chaikovski con la Orquesta Sinfónica Alemana de Berlín  dirigida por Hannu Lintu.

## Reconocimientos
- 2003 Segundo premio en el All Japan Students’ Music Competition.
- 2006 Segundo premio en la categoría junior del Concurso Internacional Yehudi Menuhin para Violinistas Jóvenes.

- 2009 Primer premio del Concurso Internacional de Violín Joseph Joachim de Hannover, además del premio de la crítica y del público.[2]